# Gerhard Eckle

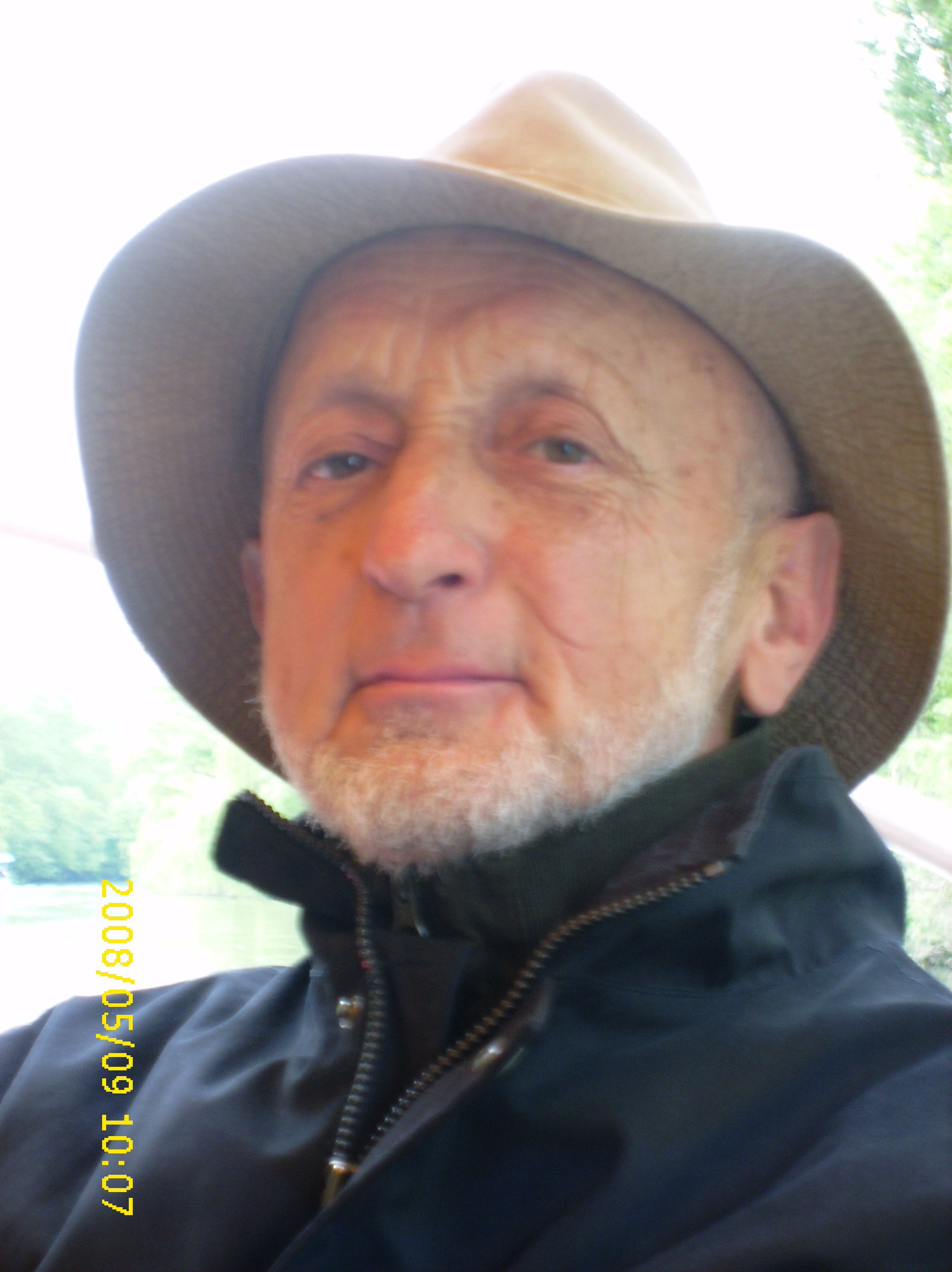
Gerhard Eckle, 2008

Gerhard Eckle (* 23. November 1935 in Leutkirch im Allgäu) ist ein deutscher Pianist, Schulmusiker und Astrologe.
Gerhard Eckle kommt aus einer musikalischen Lehrersfamilie. Durch ein Empfehlungsschreiben von Robert-Alexander Bohnke, bei dem Gerhard Eckle privat Klavierunterricht nahm, gelangte er über ein Stipendium der Hölderlin-Bosch-Stiftung Stuttgart zu einem Studium an der Musikhochschule Stuttgart. Es folgten Studien bei dem Pfitznerschüler Gerhard Frommel, bei Jürgen Uhde sowie dem russischen Pianisten Valentin Rybing an der Badischen Hochschule für Musik. Nach einem Studium der Geografie an der Eberhard Karls Universität Tübingen absolvierte er das Staatsexamen für das Lehramt an Gymnasien.
Auf Initiative von Hans Müller-Kray spielte er in den 1960er-Jahren für
den Süddeutschen Rundfunk mehrere Klavierstücke von Mussorgski und Rossini-Liszt ein.
Gerhard Eckle ist als Pianist international bekannt geworden durch seine Interpretation der Bilder einer Ausstellung von Modest Mussorgskij.
Von 1964 bis zu seiner Pensionierung im Jahr 2000 arbeitete Gerhard Eckle am Martin-Gerbert-Gymnasium in Horb als Oberstudienrat für Musik und Erdkunde. Aufgrund einer Dystonie ist die Beweglichkeit seiner rechten Hand seit 1997 stark eingeschränkt.
1999 veröffentlichte er ein Buch zur Astrologie.
Der australische Komponist Phillip Wilcher widmete ihm mehrere Stücke für Klavier Solo.

## Werke
- Schallplattenaufnahme: Modest Mussorgskij, Bilder einer Ausstellung, Intercord 1977. Die Aufnahme wurde 1988 auf CD überspielt und von verschiedenen Firmen ganz veröffentlicht, u. a. von der Verlagsgruppe Weltbild.
- Schallplattenaufnahme: Franz Schubert, Sonate a-Moll D784 und Drei Impromptus D946, Mediaphon 1979.
- Archivaufnahmen beim Süddeutschen Rundfunk Stuttgart als freier Mitarbeiter mit Klavierstücken von Modest Mussorgskij und Franz Liszt.
- Buch: Symmetrie der Weltaspekte – Anleitung zur Erforschung der allgemeinen und persönlichen Zukunft, Logos-Verlag Berlin, 1999, ISBN 3-89722-167-5.
- Broschüre: Die Melodica im Musikunterricht des Gymnasiums, Verlag Matthias Hohner AG Trossingen, 1971